# Шапел Вилар
Шапел Вилар (фр. Chapelle-Villars) насеље је и општина у источној Француској у региону Рона-Алпи, у департману Лоара која припада префектури Сент Етјен.
По подацима из 2011. године у општини је живело 552 становника, а густина насељености је износила 66,91 становника/km². Општина се простире на површини од 8,25 km². Налази се на средњој надморској висини од 440 метара (максималној 785 m, а минималној 318 m).

## Демографија
| 1962. | 1968. | 1975. | 1982. | 1990. | 1999. | 2011. |
| ----- | ----- | ----- | ----- | ----- | ----- | ----- |
| 205   | 209   | 227   | 223   | 262   | 333   | 552   |

График промене броја становника у току последњих година